# Myrina sharpei
Myrina sharpei är en fjärilsart som beskrevs av Baker 1906. Myrina sharpei ingår i släktet Myrina och familjen juvelvingar. IUCN kategoriserar arten globalt som livskraftig. Inga underarter finns listade i Catalogue of Life.

## Bildgalleri

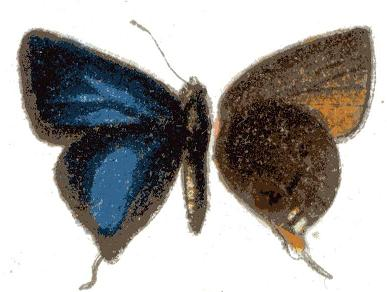
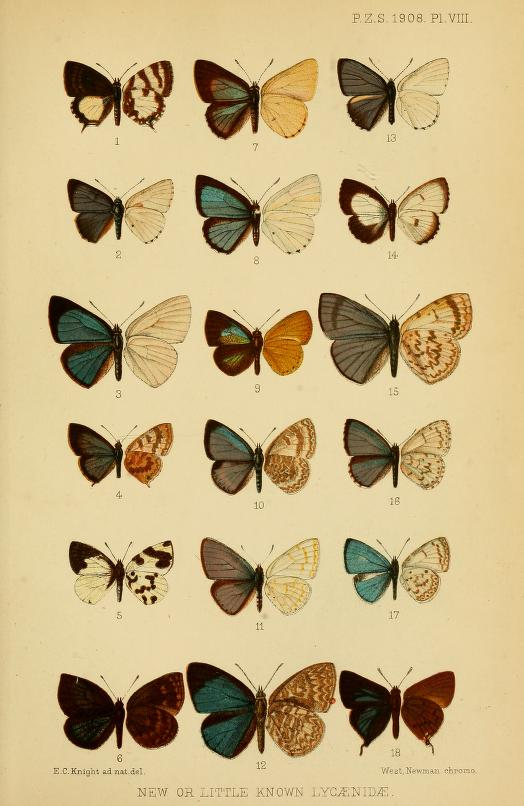
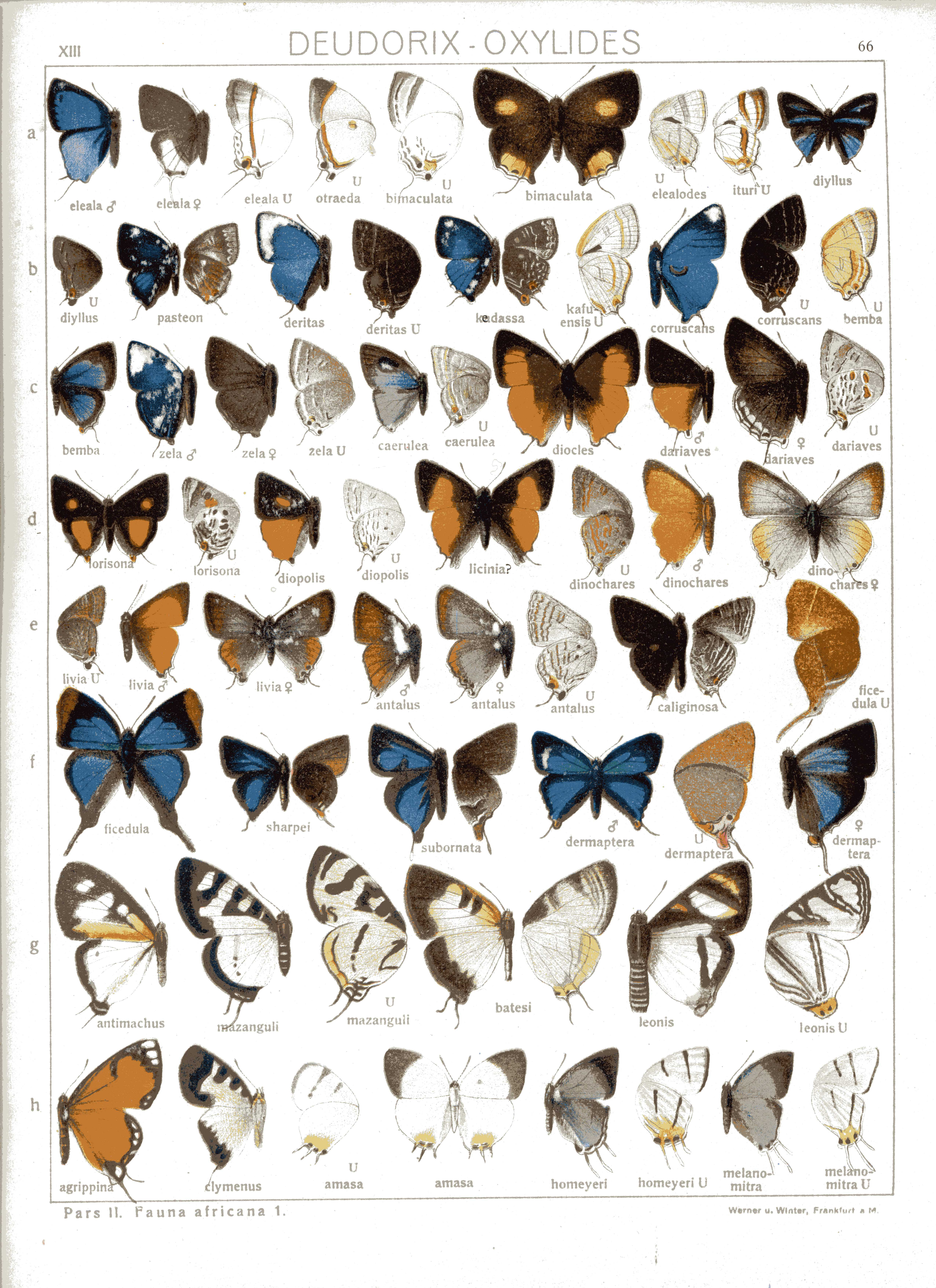